# إد روس
إد روس (بالإنجليزية: Ed Ross)‏ هو مصور أمريكي، ولد في 27 أكتوبر 1965، وتوفي في 30 يوليو 2016 بسبب حادث مرور.